# Piter Jelles (scholengemeenschap)
OSG Piter Jelles is een openbare scholengemeenschap voor voortgezet onderwijs met tien scholen in de provincie Friesland.
Naast Leeuwarden zijn er ook scholen van OSG Piter Jelles in Kollum en Dokkum.

## Scholen

### Scholen in Leeuwarden
- Leeuwarder Lyceum
- De Brêge
- De Dyk
- Stedelijk Gymnasium
- Montessori High School
- Ynsicht
- ISK
- !mpulse

### Scholen buiten Leeuwarden
- !mpulse - Kollum
- Dalton - Dokkum